# Vale de Yerri
Vale de Yerri ou simplesmente Yerri (em castelhano: Valle de Yerri; em basco: Deierri) é um município da Espanha na província e comunidade foral de Navarra Tem 98,08 km² de área e em 2021 tinha 10 582 habitantes (densidade: 107,9 hab./km²).

## Demografia
| Variação demográfica do município entre 1991 e 2004 | Variação demográfica do município entre 1991 e 2004 | Variação demográfica do município entre 1991 e 2004 | Variação demográfica do município entre 1991 e 2004 |
| --------------------------------------------------- | --------------------------------------------------- | --------------------------------------------------- | --------------------------------------------------- |
| 1991                                                | 1996                                                | 2001                                                | 2004                                                |
| 1551                                                | 1528                                                | 1543                                                | 1516                                                |